# Данбад
Данбад је град у Индији у држави Џарканд. Према незваничним резултатима пописа 2011. у граду је живело 1.161.561 становника.

## Становништво
Према незваничним резултатима пописа, у граду је 2011. живело 1.161.561 становника.
| 1991.   | 2001.   | 2011.     |
| ------- | ------- | --------- |
| 151.789 | 199.258 | 1.161.561 |